# Elionor de Viseu
Elionor de Viseu (Beja, 2 de maig de 1458 - Lisboa, 17 de novembre de 1525) fou infanta de Portugal i reina consort de Portugal (1481-1495).

## Orígens
Va néixer el 2 de maig de 1458, filla de l'infant Ferran, duc de Viseu, i de la infanta Beatriu d'Aveiro. Era neta del rei Eduard I de Portugal, i d'Elionor d'Aragó i germana del futur rei Manuel I de Portugal.

## Matrimoni
Es casà el gener de 1471 a Setúbal amb el futur rei Joan II de Portugal, cosí seu. D'aquesta unió nasqueren:
- l'infant Alfons de Portugal (1475-1491), casat el 1490 amb Isabel d'Aragó, filla dels Reis Catòlics
- l'infant Joan de Portugal (1483)

Joan II tingué un fill bastard de la seva relació amb una dama de companyia de la reina consort, Jordi de Lencastre. El rei va intentar legitimar aquest fill, i és que el seu primogènit estava casat amb l'hereva dels Reis Catòlics i això suposava una possible annexió de la corona portuguesa a la corona hispànica. La reina Elionor s'hi oposà amb totes les seves forces provocant que a la mort del rei, el germà d'Elionor fos nomenat hereu al tron en ser el familiar mascle legítim més proper al rei, i va ascendir al tron el 1495 amb el nom de Manuel I de Portugal.

## Darrers anys
A la mort de Joan II el 1495, el va succeir Manuel I, germà d'Elionor. Ella va passar a ser coneguda com la «vella reina» i va continuar tenint importància a la cort, de fet va ser regent més d'una vegada. Més tard es va retirar al Palau de Xabregas, perquè Joan III no li va permetre retirar-se al convent d'Odivelas.
Va donar suport en la fundació de l'Hospital de Todos os Santos de Lisboa, que va ser considerat el millor centre hospitalari del moment i que va ser l'origen de l'hospital termal de Caldas da Rainha, que porta el nom en el seu honor. També va ordenar la construcció del convent de Madre de Deus.

## Mort
Va morir a Xabregas el 17 de novembre de 1525. A la seva mort fou enterrada al Monestir de la Mare de Déu a Enxabregas.